# 府中刑務所
府中刑務所（ふちゅうけいむしょ）は、法務省関東矯正管区に属する日本最大の刑務所。通称「府刑（ふけい）」。

## 所在地
- 〒183-8523 東京都府中市晴見町4-10

JR武蔵野線北府中駅下車徒歩10分
JR中央線国分寺駅、京王電鉄京王線府中駅から京王バス寺91系統国分寺線で「晴見町」停留所下車徒歩5分
JR中央線国立駅から京王バス国03系統国立 (東芝) 線で「東芝前」下車徒歩10分

## 収容分類級
- B級（犯罪傾向の進んでいる短期受刑者＝再犯者）
- F級（外国人受刑者）
- M級（精神障害のある者）
- P級（身体障害または身体上の疾患のある者）

## 定員
- 2,842名 - 他の刑務所同様、収容者数の増加により、常に定員を上回る3,000名以上の受刑者を抱えていた。しかし、2011年9月末を境に定員を下回るようになり[1]、2022年12月末時点で、受刑者は1,498人である[2]。

## 組織

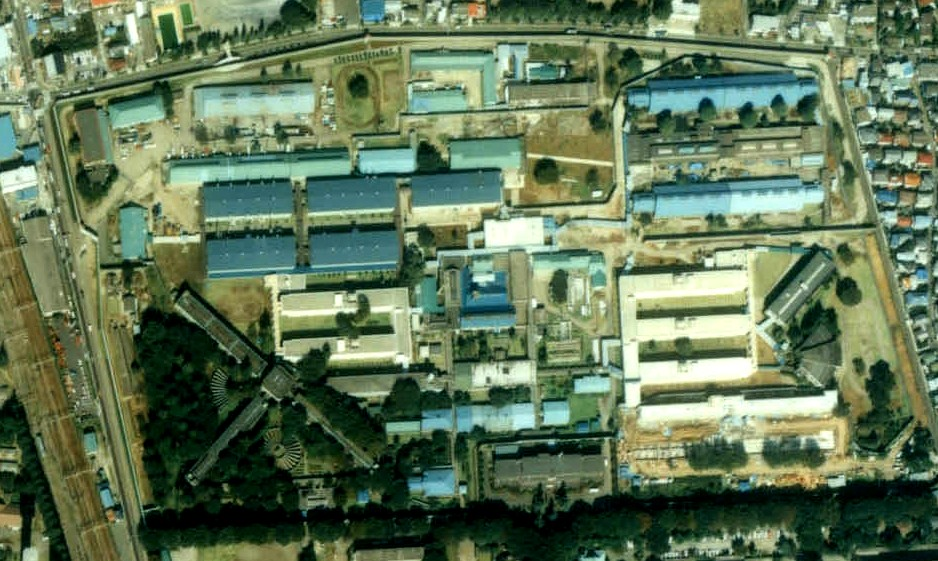
航空写真に見る府中刑務所の様子。1989年撮影。

所長の下に4部2室を置く6部制の施設である。
- 総務部（庶務・会計・用度）
- 処遇部（処遇・作業）
- 教育部（教育・厚生）
- 医務部（医療・保健）
- 分類審議室（考査・審査・保護）
- 国際対策室（翻訳通訳・渉外）

総務部付の調査官が1名いる。

## 外観・設備
- 敷地面積　262,055m2（庁舎　226,239m2  宿舎　35,816m2）
- 周囲を高さ5.5メートル、総延長 1.8キロメートルの塀に囲まれている。
- 収容棟は東1舎～東6舎、西1舎～西4舎、病舎（いずれも3階建て）、誠心寮の計11棟で構成されており、東1舎と西1舎～西2舎は雑居房である。東2舎～東3舎、東6舎、西3舎は夜間独居であり西3舎については主にF級の収容をしている。夜間独居もある。東4舎～東5舎、西4舎（３階は除く）は調査、懲罰、処遇上屋内作業を行う者の収容棟である。誠心寮では仮釈放予定者を1週、または2週間前から収容し仮釈放前の教育を行う開放房である。
- 工場は1、3～29工場、性犯教育を行う32工場、炊場工場、洗濯工場、貸与工場、図書工場、営繕工場、東舎衛生工場、西舎衛生工場、計算工場、5区衛生工場、第1内掃工場、第2内掃工場がある。
- 体育館1棟、講堂1棟、浴場5棟、運動場4
- 武道場横に殉職した矯正職員及び被災死亡した受刑者の慰霊碑が建てられている。

## 施設の沿革
本刑務所は、1935年（昭和10年）、それまで東京市豊島区西巣鴨にあった巣鴨刑務所を移転して創設された。この巣鴨刑務所は、江戸時代中期の1790年（寛政2年）、寛政の改革の一環として江戸石川島（現・東京都中央区）に創設された加役方人足寄場をルーツとし、明治中期の1895年（明治28年）に移転してできたものである。
以下、本刑務所発行のしおり、及び法務省の手による正史から一部抜粋する。
- 1790年（寛政2年） - 江戸幕府老中松平定信の命で、第166代火付盗賊改長谷川宣以（別名平蔵、鬼平）が隅田川河口の石川島に日本における近代自由刑のルーツとされる石川島人足寄場を設置。
- 1869年（明治2年） - 人足寄場、刑部省に移管され徒場と改称。
- 1870年（明治3年） - 東京府内初の近代的監獄となる東京監獄が、京橋区（現・中央区）南鍛冶町に開設される。
- 1874年（明治7年） - 石川島徒場、懲役署に改称。
- 1895年（明治28年）10月 - 人足寄場の後継だった石川島懲役署が東京府北豊島郡巣鴨村（現・豊島区）に新築移転。「警視庁監獄巣鴨支所」を経て「巣鴨監獄署」と改称[3]。
- 1903年（明治36年） - 司法省管轄となり「巣鴨監獄」と改称。
- 1922年（大正11年） - 巣鴨監獄が「巣鴨刑務所」、東京監獄が市谷刑務所、小菅監獄が小菅刑務所にそれぞれ改称。
- 1923年（大正12年）9月 - 同じ東京府内にあった小菅刑務所・市谷刑務所共々、関東大震災により壊滅的被害を受ける。
- 1935年（昭和10年）6月 - 巣鴨刑務所、東京府北多摩郡府中町（現・府中市）に移転し「府中刑務所」と改称。累犯受刑者で改善困難な者を収容する。
- 1937年（昭和12年）巣鴨刑務所跡地に市谷刑務所が移転、東京拘置所が誕生する。
- 1945年（昭和20年）10月 - GHQの命令に基づき全ての政治犯が釈放。刑務所内の東京予防拘禁所に拘禁されていた徳田球一らも釈放された[4]。
- 1968年（昭和43年）6月 - 組織規定改正により、八王子拘置支所が八王子医療刑務所から府中刑務所の所管となる[5]。
- 1972年（昭和47年） - 受刑者分類規定の制定によりB級受刑者、F級受刑者（アメリカ合衆国軍関係者を除く[6]）を収容する。
- 1986年（昭和61年）9月 - 全面改装工事(10年計画)に着手。
- 1995年（平成7年）4月 - 外国人被収容者の増加に伴い、国際対策室を新設。
- 1999年（平成11年）3月 - 新庁舎就工。
- 2009年（平成21年）9月 - 八王子拘置支所廃止。

## 著名な受刑者

### 現代
- 白鳥由栄
- 大久保清
- 安部譲二
- 田代まさし
- 司忍
- 高山清司
- 石原伸司
- 岐部哲也
- 塩見孝也
- 城崎勉

### 第二次世界大戦中

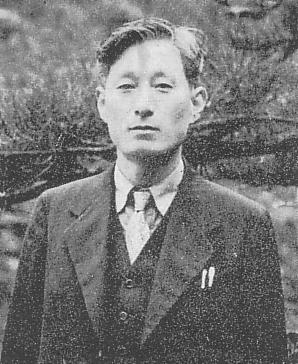
金天海

予防拘禁者
- 徳田球一
- 志賀義雄
- 金天海
- 黒木重徳
- 西沢隆ニ
- 山辺健太郎
- 今村英雄
- 須藤末雄
- 松本一三
- 広瀬梅次
- 石川篤（共産党）
- 三田村四郎
- 李康勲（朝鮮独立運動家）
- 団野徳一（天理本道）
- 桑原幸作（天理本道）
- 山本栄三郎 （天理本道別派）
- 葉フミイ

## その他
- 独居房が満員となっており、現在の基準では独居房扱いとなる「田代政受刑者」も雑居房に収監されていた（2014年7月に仮出所）。

## 事件
- 1965年9月23日午後時11時頃、八王子拘置支所から強盗殺人の被疑者など3人が脱走。翌朝までに全員逮捕[8]。
- 1968年12月10日の三億円事件は府中刑務所北の外塀監視所付近でおこった。
- 2013年には、同刑務所の刑務官が受刑者らに覚醒剤を渡していたとして、警視庁組織犯罪対策部組織犯罪対策第五課に覚せい剤取締法違反容疑で逮捕される事件があった[9]。